# Pseudohyllisia madurensis
Pseudohyllisia madurensis är en skalbaggsart som beskrevs av Stefan von Breuning 1942. Pseudohyllisia madurensis ingår i släktet Pseudohyllisia och familjen långhorningar. Inga underarter finns listade i Catalogue of Life.